# Камышинский голубь
Камышинские — одна из старых российских групп пород голубей, которых специально разводили для гона. Поколения голубеводов конца XIX, начала XX столетия были увлечены старинной русской забавой "гонять голубей" и для этой цели выводили могучих летунов с величественной осанкой. Камыши, как раз и являются представителями таких летунов. Название своё они получили от города Камышина в Нижнем Поволжье. История происхождения породы в памяти любителей не сохранилась, а в литературе о ней нет упоминаний.
Типичный камыш — чисто черный, как грач лишь крылья белоснежные, а иногда и брюшко. Птицы крупные, достигают в длину 37-38 см. Другие расцветки (синяя, палевая, красная, кофейная) тоже сочетаются с белым, но эти внутрипородные типы именуются астраханскими, или царьками, дубовскими и кондратскими. В настоящее время каждый из них имеет свой, отдельный стандарт породы. Все они крепкой конституции, стройные, вислокрылые. Хвост состоит из 18-22 перьев и слегка приподнят. Крылья длинные, сильные. Голова округленная, клюв длинный, глаза цвета кукурузы, веки узкие, бледноватые. Полет камыша устойчивый, в любую погоду он способен подниматься на большую высоту. Держатся птицы плотной стаей и летают кругами. Обладают сильной ориентацией, очень привязаны к дому и легко его находят. Даже после состязаний с воздушной стихией у камышей не заметишь усталости. Трудно назвать другую породу, способную конкурировать с камышами.